# Do Not Stand at My Grave and Weep
"Do not stand at my grave and weep" är första raden i dikten "Immortality" skriven av Clare Harner 1934.

## Författaren
Kansasbon Clare Harner (1909–1977) publicerade först "Immortality" i december 1934 av The Gypsy poetry magazine. Harners dikt blev snabbt populär och lästes vid begravningar i Kansas och Missouri. Den trycktes snart igen i Kansas City Times och Kansas City Bar Bulletin. Harner tog examen i journalistik vid Kansas State University. Flera av hennes andra dikter blev publicerade. Hon gifte sig med en marinsoldat vid namn David Lyon, och lade hans efternamn till sitt. De flyttade till San Francisco där hon fortsatte att arbeta som journalist för Fairchild Fashion Media.

## Do Not Stand at My Grave and Weep
Dikten tillskrivs ofta anonyma eller felaktiga källor, såsom Hopi- och Navajo-stammarna.  Den mest anmärkningsvärda anspråksgivaren var Mary Elizabeth Frye (1905–2004), som ofta delade ut fotostatkopior av dikten med sitt namn ditskrivet. Hon citerades felaktigt som författaren till dikten första gången 1983.

Do not stand at my grave and weep.
I am not there; I do not sleep.
I am a thousand winds that blow.
I am the diamond glints on snow.
I am the sunlight on ripened grain.
I am the gentle autumn rain.
When you awaken in the morning’s hush
I am the swift uplifting rush.
Of quiet birds in circled flight.
I am the soft stars that shine at night.
Do not stand at my grave and cry;
I am not there. I did not die.